# HaGilboa‘
HaGilboa‘ är en region i Israel.   Den ligger i distriktet Norra distriktet, i den nordöstra delen av landet.